# Nagaistadion
Het Nagaistadion (大阪市 長居陸上競技場, Ōsaka-shi Nagai Rikujō Kyōgijō) is een voetbal- en atletiekstadion in Osaka met een capaciteit van 50.000 toeschouwers.
Het stadion is de thuisbasis van de Japanse voetbalclub Cerezo Osaka, die speelt in de J-League 2, de tweede Japanse divisie. In 2002 vonden er enkele wedstrijden van het wereldkampioenschap voetbal plaats. In 2007 vonden er de wereldkampioenschappen atletiek plaats van 24 augustus t/m 2 september.

## WK interlands
| №  | Datum        | Wedstrijd          | Uitslag | Competitie | Toeschouwers |
| -- | ------------ | ------------------ | ------- | ---------- | ------------ |
| 1. | 12 juni 2002 | Nigeria – Engeland | 0 – 0   | WK 2002    | 44.684       |
| 2. | 14 juni 2002 | Tunesië – Japan    | 0 – 2   | WK 2002    | 45.213       |
| 3. | 22 juni 2002 | Senegal – Turkije  | 0 – 1   | WK 2002    | 44.233       |